# Columbio, Sultan Kudarat
Columbio là một đô thị hạng 2 ở tỉnh Sultan Kudarat, Philippines. Theo điều tra dân số năm 2000, đô thị này có dân số 21.698 người trong 4.290 hộ.
Columbio là nơi sinh sống của các dân tộc như Ilocano, Ilonggo, B'laan và Maguindanaon.

## Các đơn vị hành chính
Columbio được chia thành 16 barangay.
| - Bantangan (Lasak) - Datablao - Eday - Elbebe - Lasak - Libertad - Lomoyon - Makat (Sumali Pas) | - Maligaya - Mayo - Natividad - Poblacion - Polomolok - Sinapulan - Sucob - Telafas |